# Schlegel (Köditz)
Schlegel ist ein Gemeindeteil der Gemeinde Köditz im Landkreis Hof (Oberfranken, Bayern). Die Gemarkung Schlegel hat eine Fläche von 2,810 km². Sie ist in 292 Flurstücke aufgeteilt, die eine durchschnittliche Fläche von 9623,50 m² haben.

## Geografie
Das Dorf liegt auf einem Höhenzug des Frankenwaldes. Gemeindeverbindungsstraßen führen 1,3 km nordöstlich zur Staatsstraße 2692 bei Brandstein, 1,3 km östlich ebenfalls zur St 2692 und 1,2 km südlich zur Bundesstraße 173 bei der Anschlussstelle 32 der Bundesautobahn 9.

## Geschichte
Im Dorf befindet sich ein ehemaliges Burggut, zugleich ein Vorwerk der Burg in Brandstein. Als Lehen der Vögte von Weida wurde „Schlegl“ 1335 im Besitz der Familie von Weißelsdorf erstmals urkundlich erwähnt. Später war es ein Besitz der Familien von Dobeneck, Kotzau und Waldenfels. Gegen Ende des 18. Jahrhunderts bestand Schlegel aus einem Schloss und 23 Anwesen.
Von 1797 bis 1810 unterstand Schlegel dem Justiz- und Kammeramt Hof. Nachdem im Jahr 1810 das Königreich Bayern das Fürstentum Bayreuth käuflich erworben hatte, wurde der Ort bayerisch. Infolge des Ersten Gemeindeedikts wurde Schlegel dem 1812 gebildeten Steuerdistrikt Berg zugewiesen. Zugleich entstand die Ruralgemeinde Schlegel. Sie war in Verwaltung und Gerichtsbarkeit dem Landgericht Hof zugeordnet und in der Finanzverwaltung dem Rentamt Hof (1919 in Finanzamt Hof umbenannt). In der freiwilligen Gerichtsbarkeit unterstand es dem Patrimonialgericht Brandstein. Ab 1862 gehörte Schlegel zum Bezirksamt Hof (1939 in Landkreis Hof umbenannt). Die Gerichtsbarkeit blieb beim Landgericht Hof (1879 in Amtsgericht Hof umgewandelt). 1964 hatte die Gemeinde eine Gebietsfläche von 2,509 km². Im Zuge der Gebietsreform in Bayern wurde die Schlegel am 1. Mai 1978 nach Köditz eingemeindet.

### Baudenkmäler
- Scheibenweg 3: Ehemaliges Burggut[12]

### Einwohnerentwicklung
Gemeinde Schlegel
| Jahr      | 1799  | 1819  | 1840   | 1852   | 1855   | 1861   | 1867   | 1871   | 1875   | 1880   | 1885   | 1890   | 1895   | 1900   | 1905   | 1910   | 1919   | 1925   | 1933   | 1939   | 1946   | 1950   | 1952   | 1961  | 1970   | 1987  |
| Einwohner | 149   | 229   | 177    | 189    | 186    | 212    | 223    | 222    | 235    | 241    | 240    | 227    | 233    | 225    | 225    | 217    | 246    | 274    | 293    | 289    | 372    | 333    | 321    | 274   | 313    | 265   |
| Häuser    | 25    |       |        |        |        |        |        | 37     |        |        | 40     | 40     |        | 40     |        |        |        | 45     |        |        |        | 47     |        | 52    |        | 76    |
| Quelle    | [ 7 ] | [ 8 ] | [ 14 ] | [ 14 ] | [ 14 ] | [ 15 ] | [ 16 ] | [ 17 ] | [ 18 ] | [ 19 ] | [ 20 ] | [ 21 ] | [ 14 ] | [ 22 ] | [ 14 ] | [ 23 ] | [ 14 ] | [ 24 ] | [ 14 ] | [ 14 ] | [ 14 ] | [ 25 ] | [ 14 ] | [ 9 ] | [ 26 ] | [ 2 ] |

## Religion
Schlegel ist seit der Reformation evangelisch-lutherisch geprägt und bis heute nach St. Jakobus (Berg) gepfarrt.